# 近親交配
近親交配（きんしんこうはい、英: inbreeding）とは、親縁係数が0でない個体同士を掛け合わせること。内系交配、インブリード、インブリーディングとも。同一個体で行われる場合は、自家受精（植物の場合は自家受粉）という。これは一般的には好ましくないものとされ、生物にはそれを避ける仕組みを持つものが様々な群で知られる。

## 概要
近親交配の度合いを近交係数（F）を用いて表す場合があり、例えば兄弟姉妹の間に生まれた子の場合F=0.25となる。もっとも、近親交配を繰り返せばFは高くなるわけであり、ゴンサーロ・アルバレス及びスペイン人遺伝学者のチームはカルロス2世のFを16世代遡って3000人以上のデータから算出したが、その結果はF=0.254であった。
有性生殖をする生物の多くは常染色体上の遺伝因子一つにつき二つの遺伝子を持っている。一方は父親から、もう一方は母親から受け継いだものである。どちらか片親からその遺伝子を受け継いだだけで形質に現れる遺伝子を顕性遺伝子、両親から同一の遺伝子をもらった場合のみにその形質が現れるのを潜性遺伝子という。
例えばABO式血液型では、A型とB型の遺伝子が顕性、O型の遺伝子が潜性である。一般的に血液型と言われる表現型のO型は両方の親からO型の遺伝子を受け継がなければ発現しない。また耳垢は湿性が顕性で乾性が潜性である。
遺伝子の中には耳垢のように生存に無関係のものが多いが、有利・不利をもたらすものもある。それらはそれぞれ顕性の場合もあれば潜性の場合もある。生存に不利な遺伝子のうち、顕性のものは高い頻度で発現する。そのような遺伝子を受け継いだ個体は生存と繁殖上不利であるから自然選択によって取り除かれる。一方、潜性遺伝かつ生存に不利な遺伝子は、片親から受け継いだだけでは発現しないため取り除かれにくい。そのため、現生生物のほとんどの種では生存上不利な遺伝子は、おおむね潜性遺伝子として伝えられている。また、そのような潜性遺伝子を持つ系統は、持たない系統に比べて繁殖上やや不利であり、集団全体から見れば不利な潜性遺伝子の割合も少数派になるのが普通である。
近親婚で生まれた子供の場合は、先祖を共有していることから同一の種類の潜性遺伝子を両親が保有している可能性が高いため、その遺伝子が一対となり異常が発生する可能性が高くなる。
しかし、元々劣性遺伝子という言葉が用いてはいるがられていたが、潜性（劣性）であることがすなわち有害というわけではないため、理屈上は有益な潜性遺伝子が近親交配で発現する場合も考えられるという指摘もある。
ロビン・L・ベネットらによれば、第一度近親者同士による交配の遺伝的リスクは、元々の遺伝的リスクに加え全体比で6.8%から11.2%の増加が推測されている。

## 実際の生物での近親交配
近親交配を繰り返した場合、潜性遺伝のため発現していない、生存に不利な遺伝子が顕在化しやすく、遺伝性疾患が発生しやすくなる(近交退化、または雑種強勢の対語的に近親弱勢)。また、遺伝的多様性の低下原因となり、伝染性の病気などへの耐性が低くなる。
生物種の個体群がある程度以上小さくなると近親交配が起こりやすくなる。それぞれの種には絶滅を回避して種を存続できる最低限の規模があり、生存個体数がその規模を下回っているかどうかも保護の判断基準の一つである。
個体数が充分な状態では、一般に近親交配は起きにくい。それは多くの生物が近親交配を避けるメカニズムを持っているからである。
実際に、生物それぞれに、様々な形で近親交配を避けるようなしくみが知られている。被子植物では、多くの花に雄蘂と雌蘂が共存するが、どちらかが先に成熟するなど、自家受粉を妨げるようになっているものも多い(自家不和合性)。一方で、一部のダニなど特殊な環境で生きる昆虫では、ほとんど近親交配のみで繁殖していることが知られている。この場合、突然変異を考えなければ全ての遺伝子のホモ化が行われ、生存に不利な形質を持つ遺伝子は淘汰されていると考えられる。

## 近親交配の利用

### 生物学の研究
生物学において、実験動物から遺伝的に均一な集団を作成する際に用いられる。そのようにして得られた系統は近交系と呼ばれ、マウスにおいてイギリスのキャッスルの元で近交系マウスの樹立が行われ、癌に関する遺伝子研究等において不可欠となった。

## 人間の近親交配

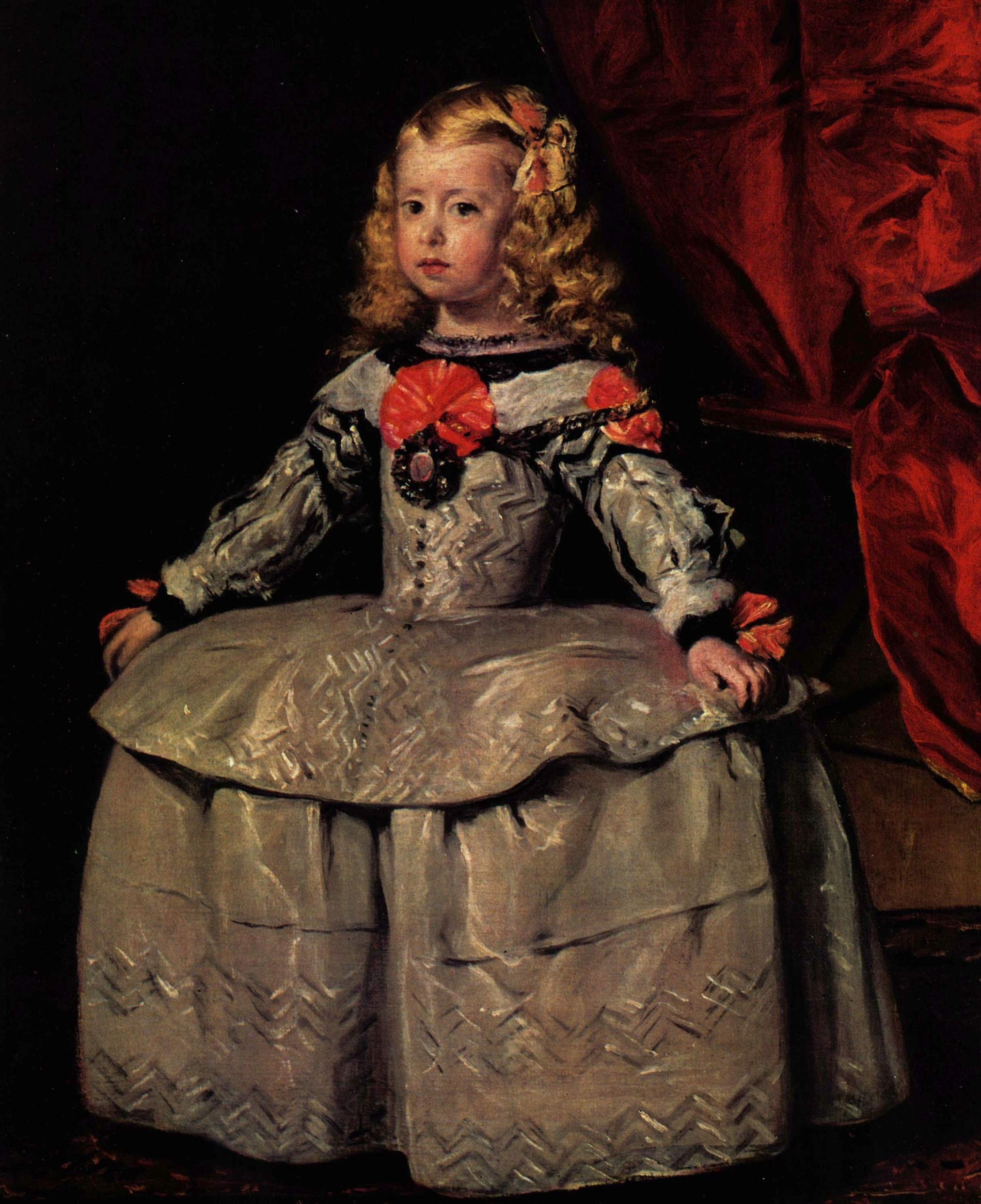
マルガリータ王女

歴史的に近親婚は、地位や財産の一族外への散逸を防ぐため、東洋・西洋とも王族・貴族間では慣例的に行われていた。有名な例では、スペイン・ハプスブルク朝では血族同士の結婚を繰り返し、17世紀末には虚弱な人物ばかりが誕生するようになり断絶するに至った。末代のカルロス2世は、累代の伯父と姪の婚姻の結果であるとみられている。ベラスケスの肖像画で知られる同母姉マルガリータ王女は、父方の従兄かつ母方の叔父にあたるレオポルト1世と結婚し、夫妻の間に生まれた子供4人のうち3人が1歳未満で死去した。
古代日本においては、後続の近親婚は珍しくなく、天武天皇は姪である持統天皇を皇后とした。
戦後に制定された民法734条により、三親等内の婚姻は禁止されている。
チェコスロバキアにおける1971年の小規模で単純な調査によると、近親相姦の遺伝的影響以外からも子供に障害が発生する可能性があることを差し引く必要はあるが、親子兄弟姉妹間の交配で生まれた161人のうち、13人が1歳未満で死亡し、30人に先天的に身体的な異状が見られ、40人に精神障害が見られ、3人が聾唖者となり、3人がてんかんを患っていた。